# Blonde Redhead

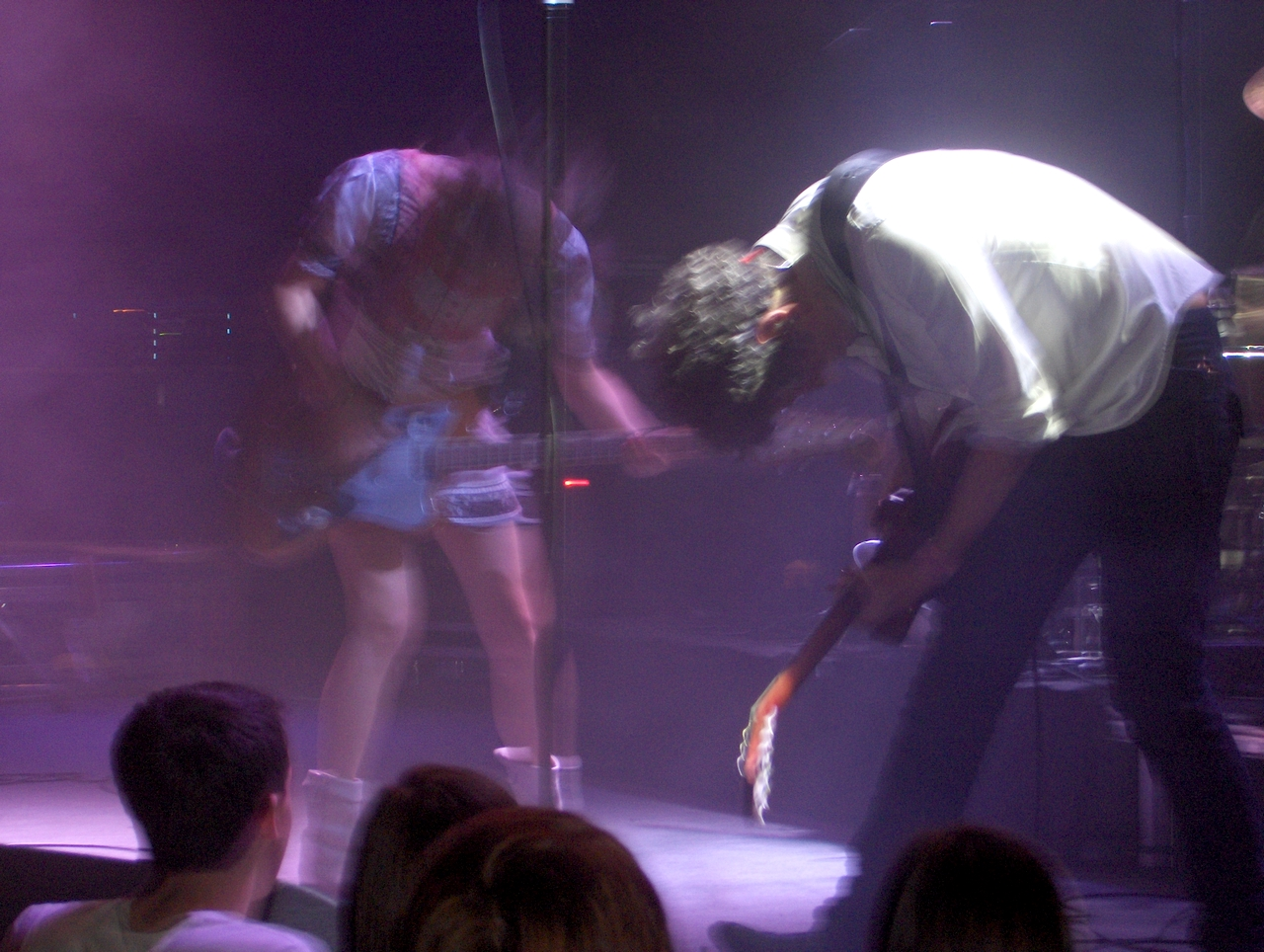
Blonde Redhead 13 april 2008, Debaser Medis, Stockholm

Blonde Redhead är ett alternativt rockband från New York som startades av Kazu Makino, Maki Takahashi och de  italienska tvillingbröderna Simone och Amedeo Pace. Namnet är taget från en låt med no wave-bandet DNA.
Sonic Youths trummis Steve Shelley uppmärksammade bandet och producerade deras första album 1993. Strax därefter lämnade Maki Takahashi bandet och de fortsatte som den trio de är idag. På det tredje albumet Fake Can Be Just As Good gästade Vern Rumsey från Unwound som basist, men efter det har medlemmarna turats om att spela bas, eller klarat sig utan det. Det fjärde albumet In an Expression of the Inexpressible producerades av Guy Picciotto från Fugazi, och han producerade även de två följande skivorna, Melody of Certain Damaged Lemons och Misery is a Butterfly.
Blonde Redhead har gradvis ökat sin popularitet på den alternativa musikscenen. Den tidiga musiken låg nära Sonic Youth med mycket råa och energiska ljud, men deras senare album har börjat gå mot mera drömska och filmiska kompositioner med mer fokus på harmonier. Kazu Makino har en säregen röst, som med sina ljusa toner svävar över melodiska riff och trumrytmer.

## Spelningar i Sverige
Blonde Redhead har framträtt flera gånger i Sverige. Bandet genomförde en konsert på Kulturhusets tak (Stockholm) sommaren 2007. De har spelat i Malmö (Debaser) 11 april 2008 och 1 september 2012 samt i Stockholm 13 april 2008, 23 september 2010 och 31 augusti 2012 (samtliga Debaser Medis).

## Diskografi

### Album
- 1993 – Blonde Redhead
- 1995 – La Mia Vita Violenta
- 1997 – Fake Can Be Just As Good
- 1998 – In an Expression of the Inexpressible
- 2000 – Melody of Certain Damaged Lemons
- 2004 – Misery is a Butterfly
- 2007 – 23
- 2010 – Penny Sparkle
- 2014 – Barragán

### Singlar
- 2000 – Melodie Citronique EP
- 2004 – Elephant Woman
- 2004 – "Equus"
- 2005 – The Secret Society of Butterflies